# Dutsel
Dutsel is een gehucht in de Belgische provincie Vlaams-Brabant. Samen met Kortrijk vormt het Kortrijk-Dutsel, een deelgemeente van Holsbeek. Dutsel ligt bijna twee kilometer ten zuidwesten van het centrum van Kortrijk.

## Geschiedenis
Op de Ferrariskaart uit de jaren 1770 is de plaats weergegeven als het gehucht Dutsel. Dutsel hing af van de parochie en heerlijkheid van Kortrijk. Bijgevolg viel het administratief-juridisch onder de meierij van Lubbeek, in het kwartier van Leuven van het hertogdom Brabant. 
Op het eind van het ancien régime werd Dutsel (toen als Dutzeel gespeld) een gemeente in het kanton Aarschot van het Dijledepartement. In 1820 werd de gemeente al opgeheven en samengevoegd met Kortrijk tot de nieuwe gemeente Kortrijk-Dutsel.